# 색종이

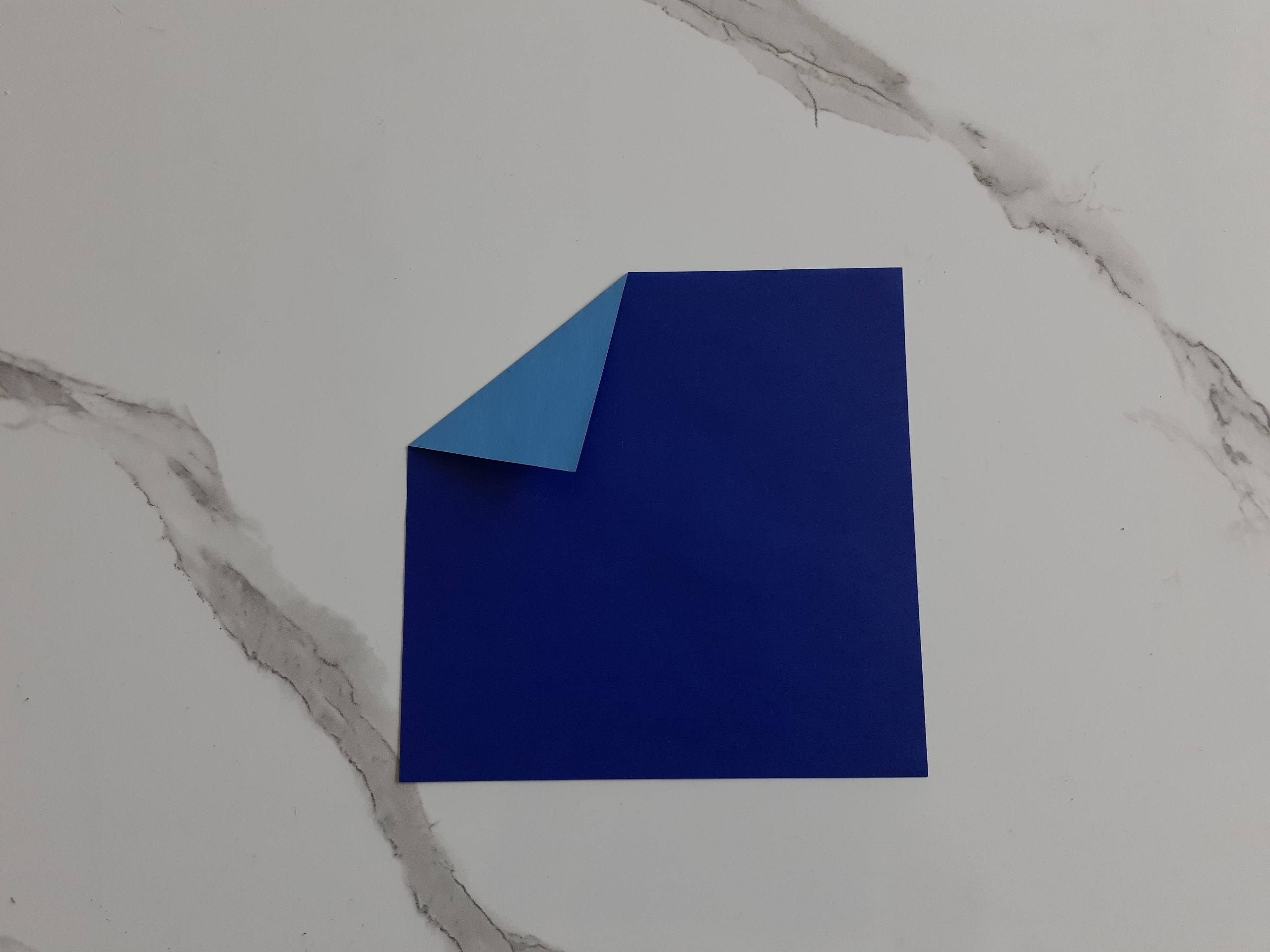
양면색종이의 모습

색종이는 색이 있는 종이이다. 색종이는 종이접기나 놀이로 사용되는 것이 많다. 반으로 접고 또 접은 색종이는 15cm×15cm 정사각형으로 많이 만들어진다. 색종이는 두 가지로 구분되는데 색이 한 면에만 있는 단면 색종이와 색이 양면에 전부 있는 양면 색종이로 구분된다.
단면 색종이는 한 색깔만 사용할 때 많이 사용되고, 양면 색종이는 종이접기를 할 때 사용한다.